# Muchotyranik inkaski
Muchotyranik inkaski (Leptopogon taczanowskii) – gatunek małego ptaka z rodziny muchotyranikowatych (Pipromorphidae). Jest endemitem Peru. Nie wyróżnia się podgatunków. Długość ciała około 13 cm.
Nazwa gatunkowa została nadana na cześć polskiego ornitologa Władysława Taczanowskiego, autora m.in. Ornithology of Peru (1884–1886).
Środowisko
Występuje we wschodniej części peruwiańskich Andów. Jego naturalnym środowiskiem są lasy wysokogórskie, a zwłaszcza lasy mgliste w przedziale wysokości 2000–2900 m n.p.m. Sporadycznie spotykany na obrzeżach lasów i w lasach wtórnych.
Status
Międzynarodowa Unia Ochrony Przyrody (IUCN) od 2012 roku uznaje muchotyranika inkaskiego za gatunek bliski zagrożenia (NT, Near Threatened); wcześniej klasyfikowała go jako gatunek najmniejszej troski (LC, Least Concern). Liczebność populacji nie została oszacowana, ale ptak ten opisywany jest jako dość pospolity. Trend liczebności populacji uznawany jest za spadkowy. Główne zagrożenie dla gatunku to postępujące wylesianie.